# Jastrubińce
Jastrubińce – wieś na Ukrainie, w obwodzie winnickim, w rejonie ilinieckim.